# ヘルト・ヴェルハイエン
ヘルト・ヴェルハイエン（Gert Verheyen、1970年9月20日 - ）は、ベルギーの元サッカー選手。元ベルギー代表。ポジションはフォワード。

## 来歴
1994年10月にベルギー代表デビュー。1998 FIFAワールドカップにも出場した。自国開催のUEFA EURO 2000ではグループステージ全3試合に出場した。2002 FIFAワールドカップ・ヨーロッパ予選ではチェコとのプレーオフ・第1戦では得点を決め1-0での勝利、2002 FIFAワールドカップ出場に貢献した。ワールドカップではベスト16となり、自身も全4試合に出場した。ベルギー代表で50試合に出場、10得点をあげた。

## 代表歴

### 出場大会
- ベルギー代表
  - 1998 FIFAワールドカップ
  - 2002 FIFAワールドカップ

### 試合数
- 国際Aマッチ 50試合 10得点（1994年-2002年）[1]

| ベルギー代表 | 国際Aマッチ | 国際Aマッチ |
| 年           | 出場        | 得点        |
| ------------ | ----------- | ----------- |
| 1994         | 3           | 1           |
| 1995         | 2           | 0           |
| 1996         | 3           | 1           |
| 1997         | 3           | 0           |
| 1998         | 6           | 0           |
| 1999         | 7           | 0           |
| 2000         | 10          | 6           |
| 2001         | 7           | 2           |
| 2002         | 9           | 0           |
| 通算         | 50          | 10          |